# Mária Terézia luxemburgi nagyhercegné
Mária Terézia (Havanna, 1956. március 22. –) luxemburgi nagyhercegné, José Antonio Mestre Alvarez és Maria Teresa Batista Falla leányaként. A család ősei között találhatóak burzsoá és spanyol származású, előkelő felmenők (az egykori konkvisztádorok), valamint észak-amerikai indiánok, és írek is. (Mária Terézia közvetlen leszármazottja Ricardo O'Farrill-nak.)

## Élete
1959 októberében, a kubai forradalom kitörése után Mária és szülei elhagyták az Kubát, és New Yorkban telepedtek le, ahol a lány a Marymount Iskola tanulója lett. Tanulmányait 1961-ben már a Lycée Français de New York nevű oktatási intézményben folytatta. Gyermekkorában balett- és énekórákat vett, ezenkívül síelt, korcsolyázott és a vízi sportokat is igen kedvelte. Később élt Genfben is, ahol megismerkedett későbbi férjével, a luxemburgi nagyherceggel, akivel ugyanarra az egyetemre jártak. Mária 1980-ban lediplomázott (politikatudományból, akárcsak férje), és 1981. február 14-én feleségül ment Henrik luxemburgi nagyherceghez, akitől öt gyermeke született, négy fiú és egy leány:
- Vilmos luxemburgi trónörökös (1981. november 11. –)
- Félix Leopold (1984. június 3. –)
- Lajos Xavér (1986. augusztus 3. –)
- Alexandra Jozefin Teréza Sarolta Mária Vilhelmina (1991. február 16. –)
- Sebestyén Henrik (1992. április 16. –)

Házasságukat eleinte ellenezte Henrik édesanyja, a belga származású Jozefin Sarolta Ingeborg Erzsébet Mária Jozefa Margaréta Asztrid nagyhercegné, mivel nehezményezte Mária kubai, polgári származását dinasztikus, diplomáciai és politikai indokokból is. Állítólag Mária már épp rendezni akarta volna viszonyát anyósával, mikor Jozefin 2005. január 10-én  meghalt. 

A nagyhercegi párnak eddig már két unokája, Gábriel Mihály (2006. március 12.) és Noé (2007. szeptember 21.) is született, akik Lajos herceg gyermekei. Lajos 2006. szeptember 29-én vette feleségül a luxemburgi hercegnőt, Tessy-t.